# Липівка (Сумський район)
Лісне — колишнє село в Україні, Сумській області, Сумському районі.
Було підпорядковане Сульській сільській раді.
1987 року приєднане до села Печище.

## Географічне розташування
Липівка знаходиться на одному з витоків річки Сула, на другому боці розташоване село Печище, у межах села на річці велика загата.